# Tricoceps undulatus
Tricoceps undulatus är en insektsart som beskrevs av William Lucas Distant. Tricoceps undulatus ingår i släktet Tricoceps och familjen hornstritar. Inga underarter finns listade i Catalogue of Life.